# 小拉法徹山

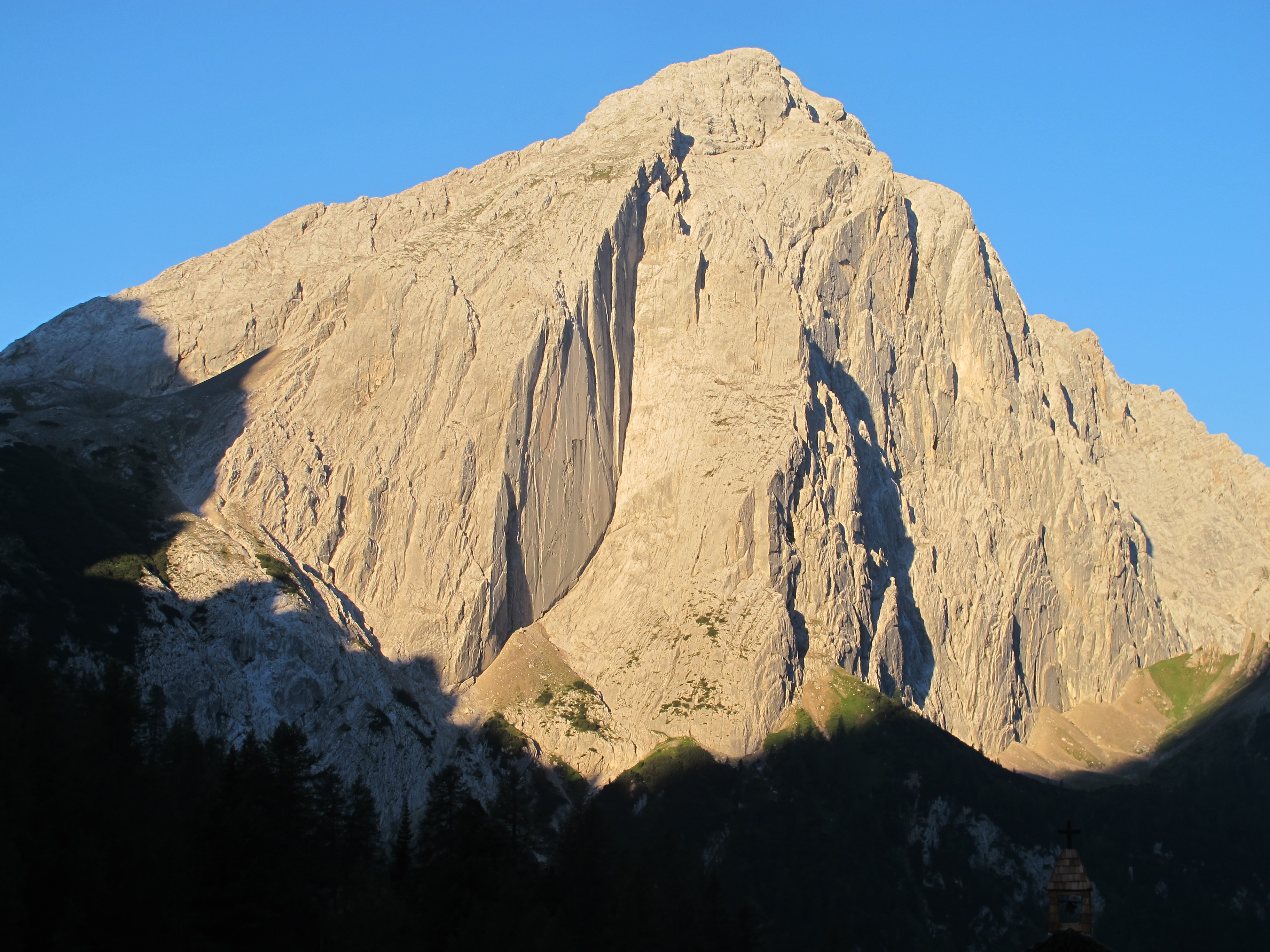

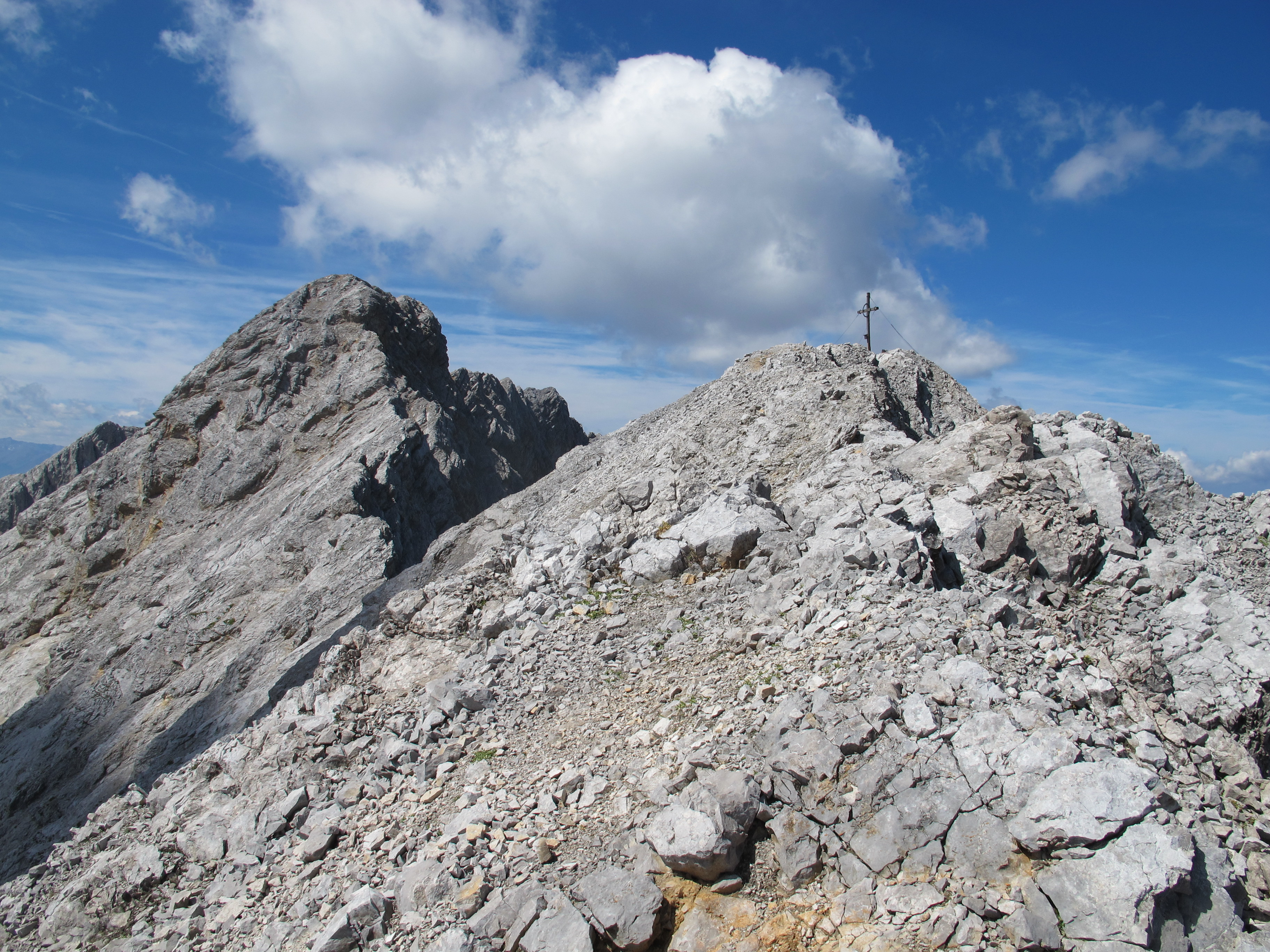

47°20′49″N 11°27′26″E / 47.34694°N 11.45722°E
小拉法徹山（德語：Kleiner Lafatscher），是奧地利的山峰，位於該國西部，由蒂羅爾州負責管轄，屬於卡爾文德爾山脈的一部分，海拔高度2,636米，人類在1881年5月26日首次登頂。